# گندیشمین
گندیشمین روستای است که در استان اردبیل، شهرستان اردبیل، بخش مرکزی، دهستان غربی قرار دارد.

## جمعیّت
بر اساس سرشماری سال ۱۳۸۵ جمعیّت این روستا ۱۰۳۴ نفر با ۲۰۶ خانوار بوده‌است.